# Götene kyrka
Götene kyrka är en kyrkobyggnad som tillhör Götene församling i Skara stift. Kyrkan ligger i östra delen av samhället Götene i Götene kommun.

## Kyrkobyggnaden
Kyrkan uppfördes på 1100-talet till minne av Sankta Elin och är en av stiftets äldsta kyrkobyggnader. Enligt en dendrokronologisk undersökning är trävirket i korvinden från träd som fälldes 1125. Kyrkan tillhör en grupp tidiga tuktstenskyrkor med endast nödtorftigt bearbetat sandstensmaterial. Den ursprungliga anläggningen består av ett högt och kort långhus med smalare rakt avslutat kor i öster. En undersökning av långhusvinden har visat att kor och långhus är uppyggda i etapper. Norr om koret finns en vidbyggd sakristia. Vid kyrkans sydvästra sida finns ett vapenhus av trä. Kyrkans ursprungliga planform är bevarad, vilket är ovanligt för medeltidskyrkor. Under en period fanns en takryttare mitt på långhusets tak. Takryttaren revs 1837 och ersattes med en klockstapel.
Det ursprungliga golvet i koret har bestått av kullersten med ett tunt lager kalkbruk över och mellan stenarnas överdelar. Vid en undersökning 1964-65 under nuvarande golv påträffades även det runda podiet till dopfunten mitt framför den södra ingången. Det är ett arbete i finhuggen sandsten men tyvärr svårt skadat. Detta är alltså den ursprungliga placeringen av dopfunten i anläggningen. Mellan västra långhusväggen och podiet finns även rester av kalkstensgolvet kvar .  
Kyrkorummet hade från början en öppen takstol som senare ersattes med platt trätak. Nuvarande takvalv tillkom på 1400-talet och kyrkans väggar byggdes då på till nuvarande höjd. Koret har kalkmålningar från 1490-talet som tillskrivs Götenemästaren. På 1700-talet fick kyrkorummet draperimålningar som senare övermålades.
Väster om kyrkan står en klockstapel som är en öppen bockkonstruktion. Stapeln invigdes 1961 och ersatte en tidigare klockstapel från 1800-talet som stod öster om kyrkan. I stapeln hänger tre klockor. Lillklockan är från 1871, medan storklockan och mellanklockan har tillkommit 1961 .

## Inventarier
- Altaret är ursprungligt och har en relikgömma som innehåller en bit av ett mänskligt finger, som enligt traditionen är en relik av 1100-talshelgonet Elin av Skövde.
- Dopfunten av sandsten är huggen på 1100-talet. Denna ornerade funt är ett arbete av stenmästaren Johannes. Dopfatet av mässing är en gåva av Kyrkobröderna 1965.
- På norra korväggen finns en 180 centimeter hög Kristusskulptur från 1100-talet. Skulpturen har ingått i ett triumfkrucifix, men korset är numera borta.
- Altarskåpet i tre delar är från 1400-talet.
- Predikstolen i renässansstil härstammar delvis från 1500-talet.
- En madonnaskulptur utförd i ek är från senare delen av 1400-talet. Höjd 97 cm. Skulpturen målades om på 1920-talet och är oskadad.
- Nattvardskärl med paten är från 1300-talet.
- Orgeln med 20 stämmor två manualer och pedal är tillverkad 1966 av Magnussons Orgelbyggeri i Göteborg. (Tidigare fanns en orgel byggd 1878 av E. A. Setterquist & Son.).

## Bilder

Exteriörer
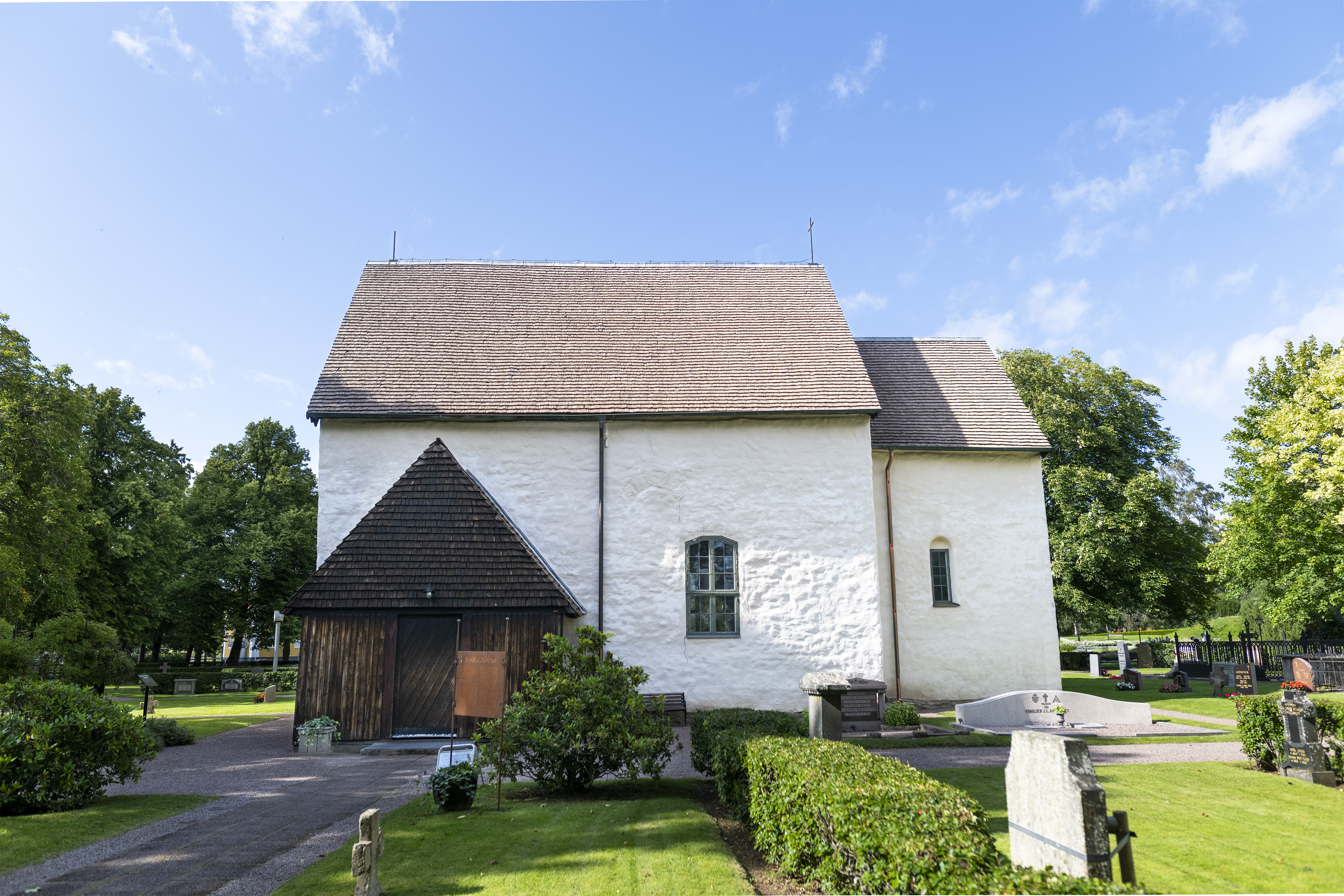
Götene kyrka 2024.
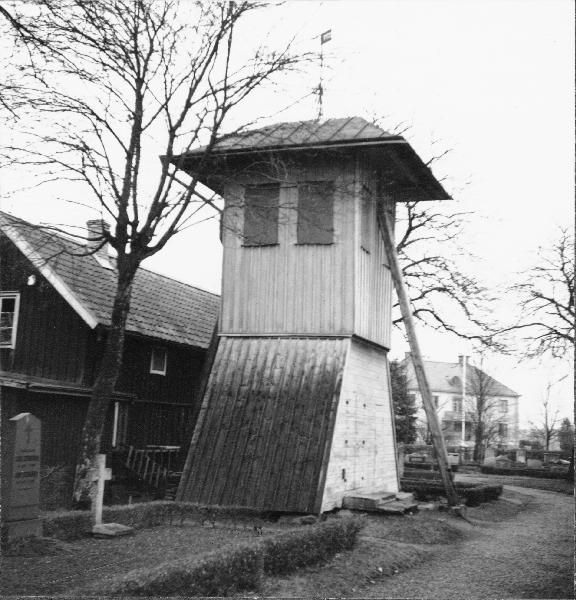
Den äldre klockstapeln.
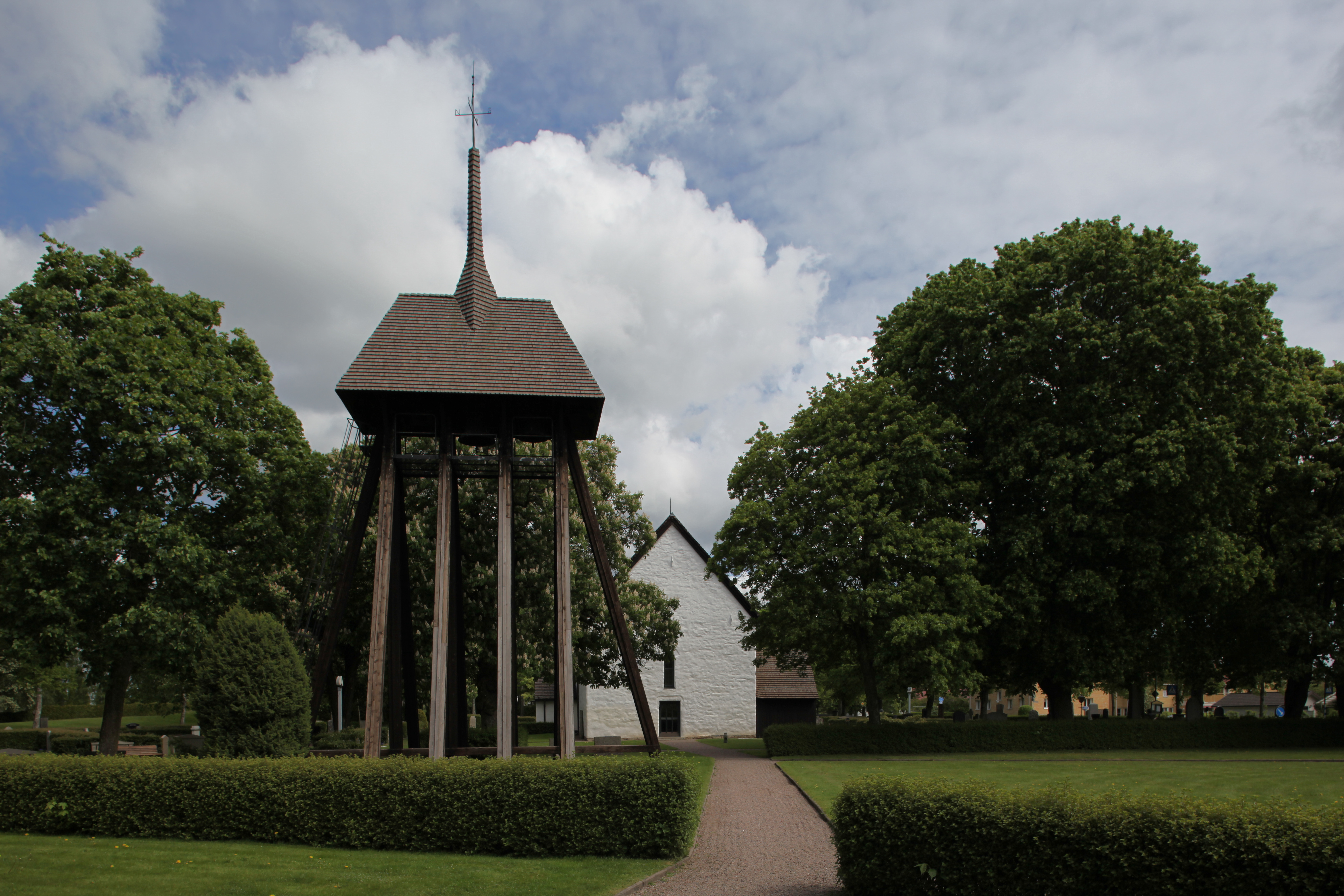
Klockstapeln från 1961.
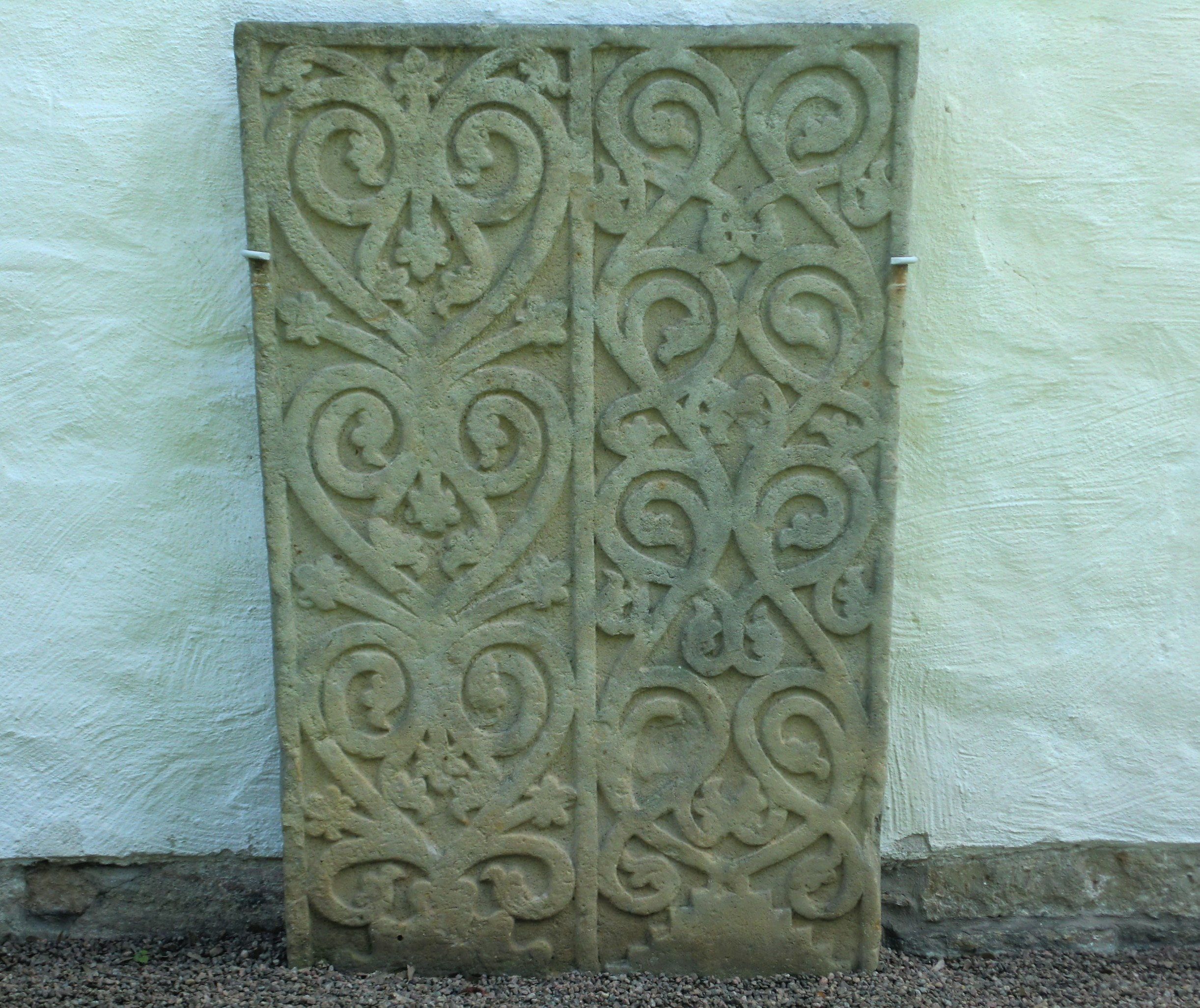
Dubbel liljesten

Interiörer
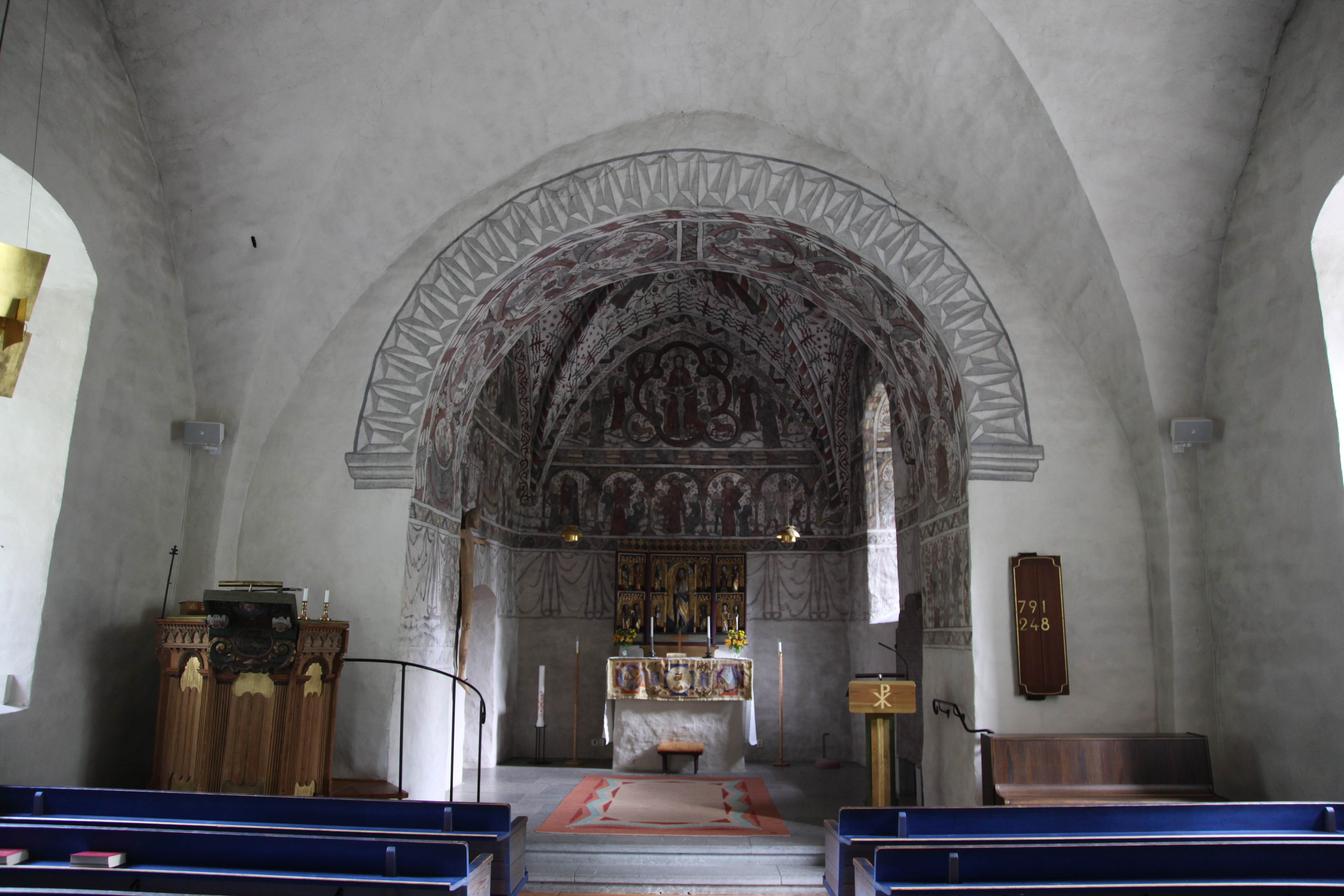
Kyrkorummet mot koret
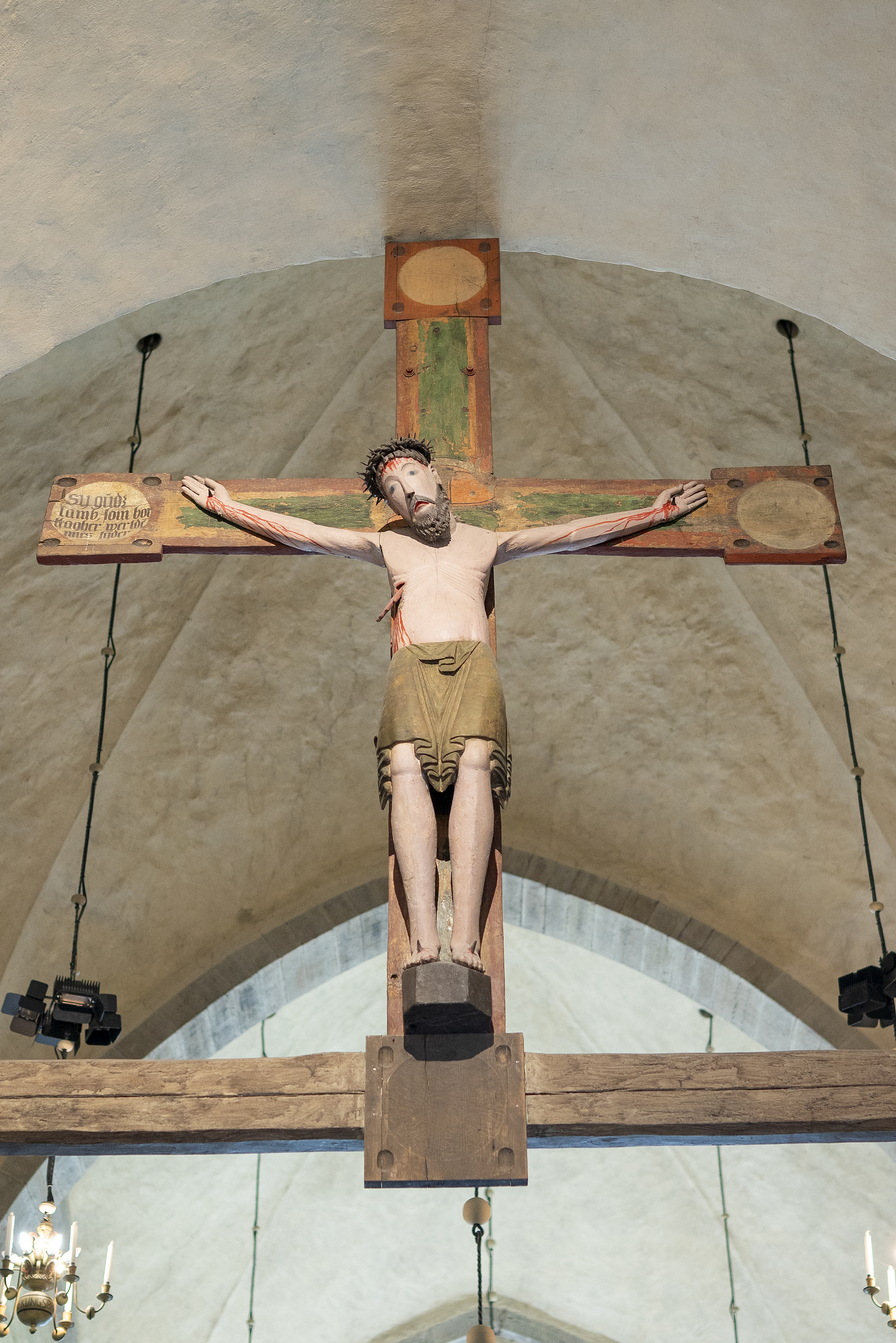
Triumfkrucifixet 2024.
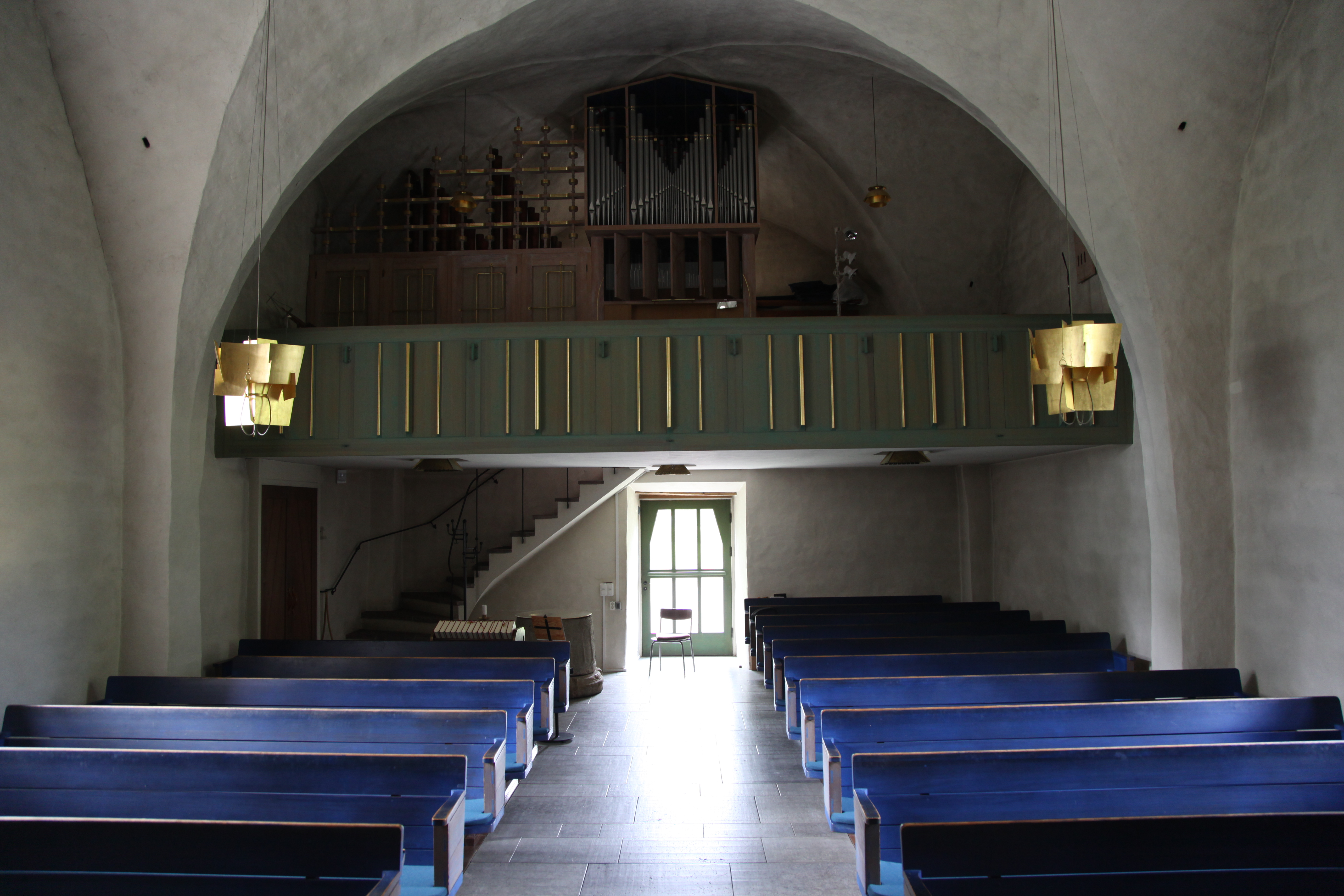
Orgelläktaren
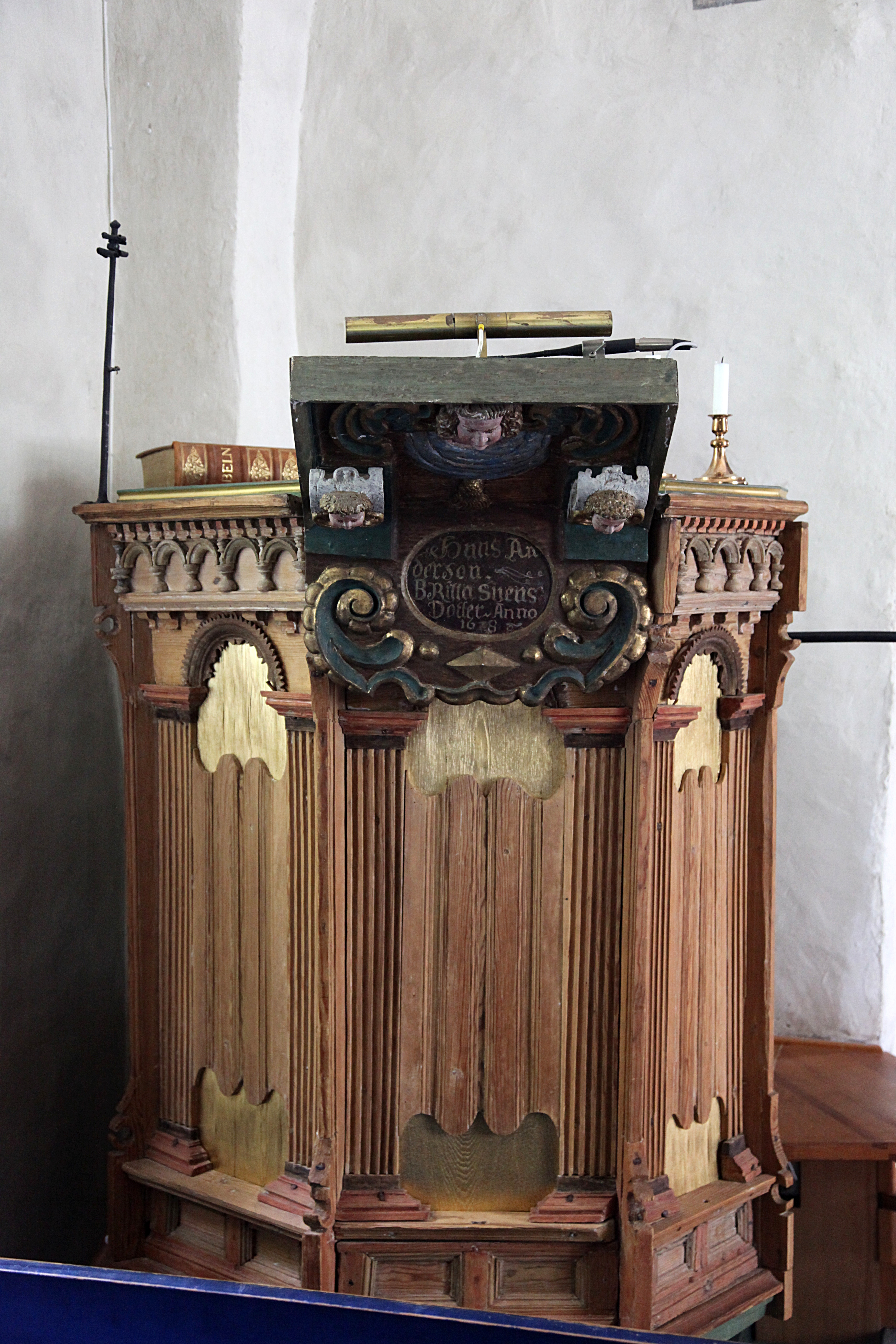
Predikstolen
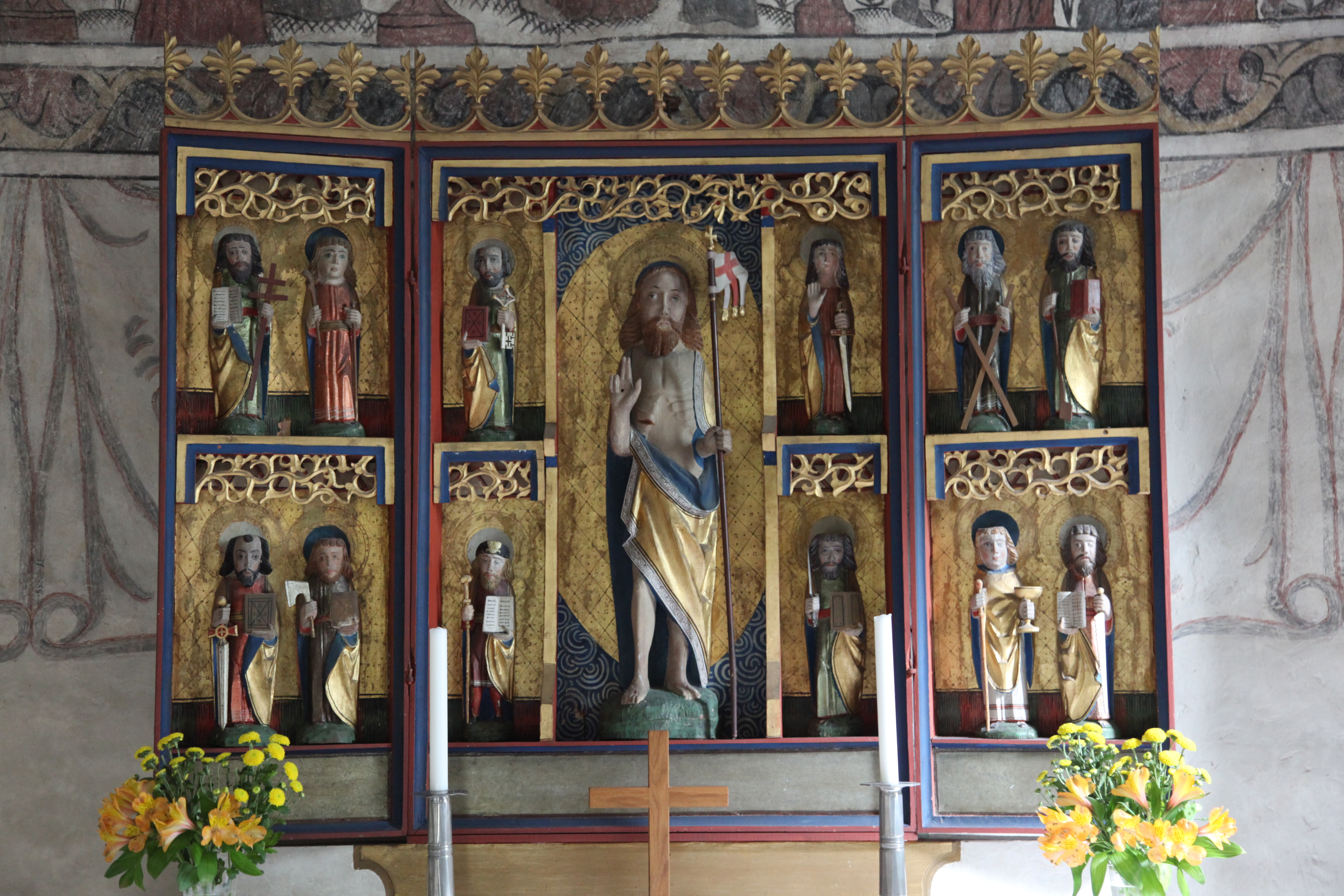
Altarskåpet
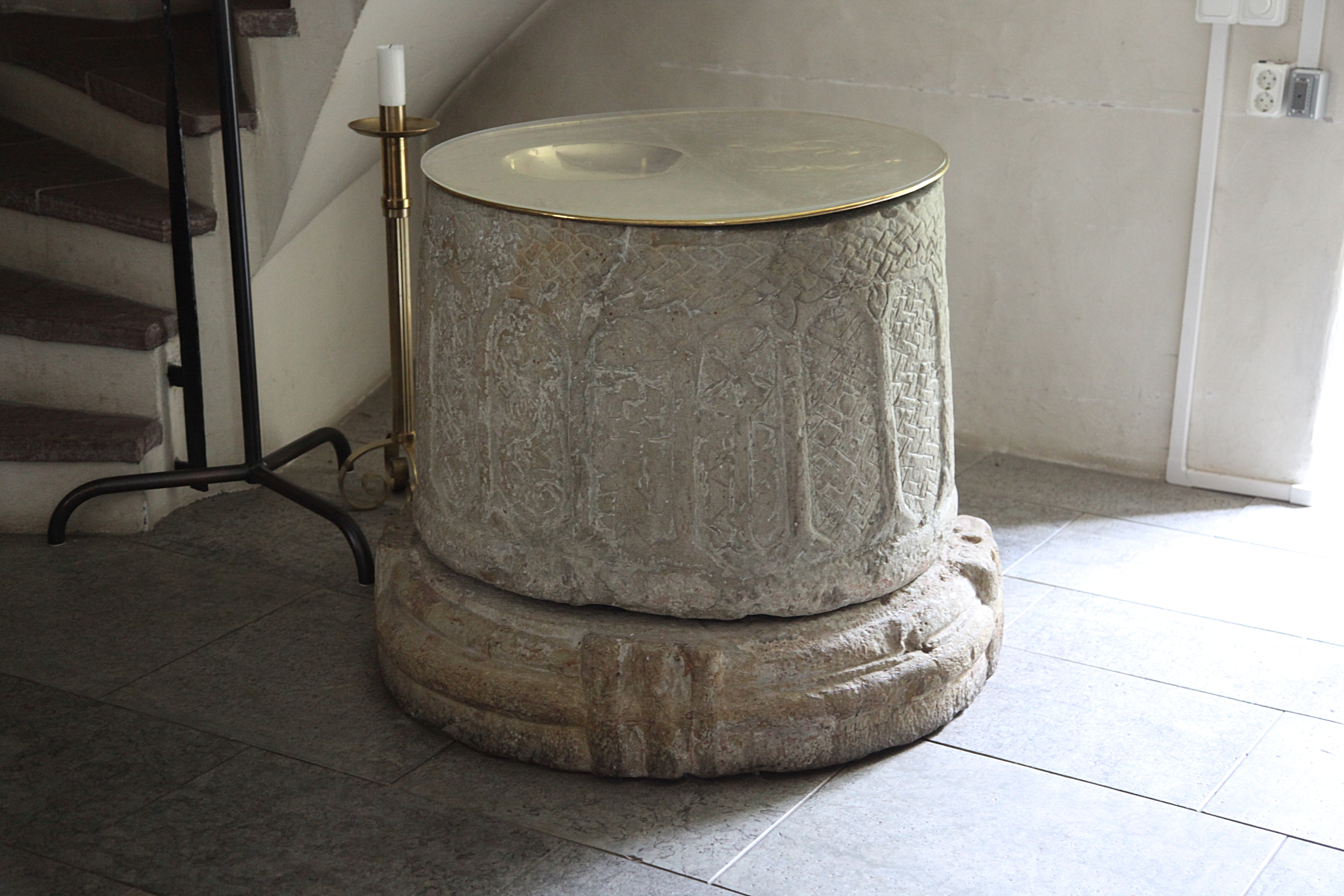
Dopfunten
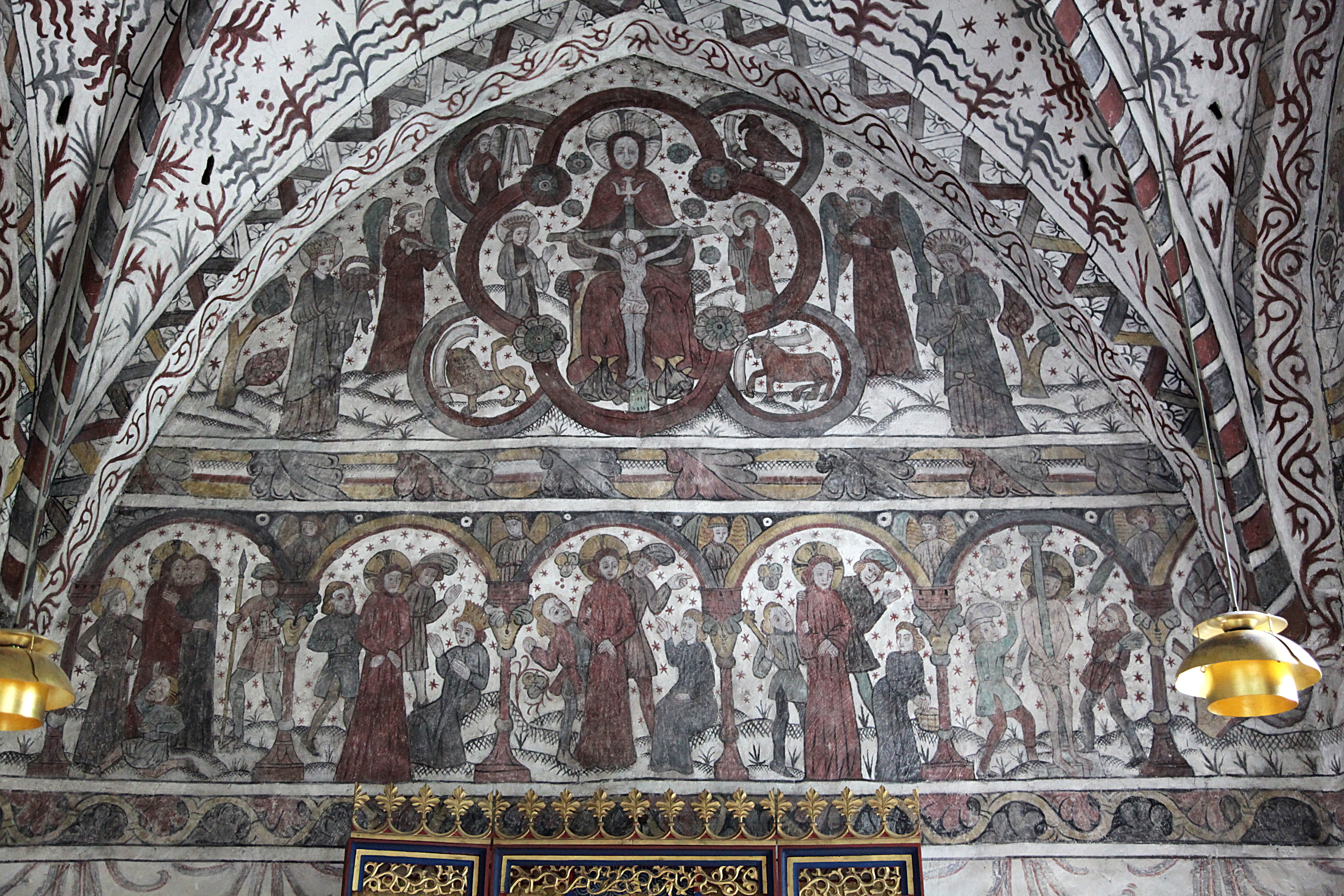
Götenemästarens målningar
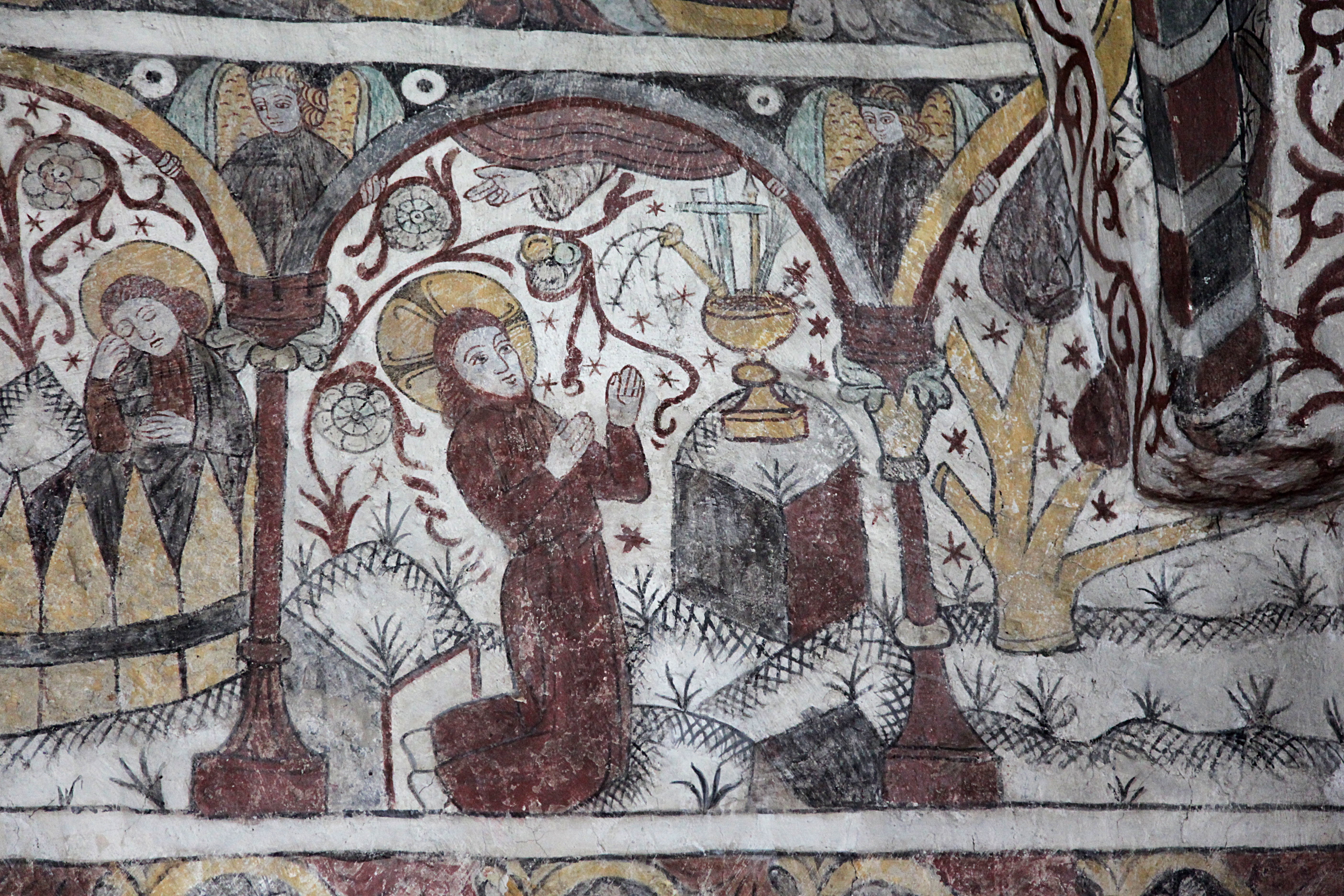
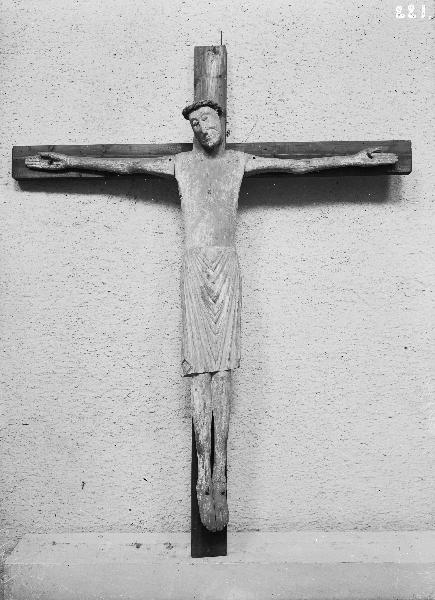
Kristusskulpturen från 1100-talet.
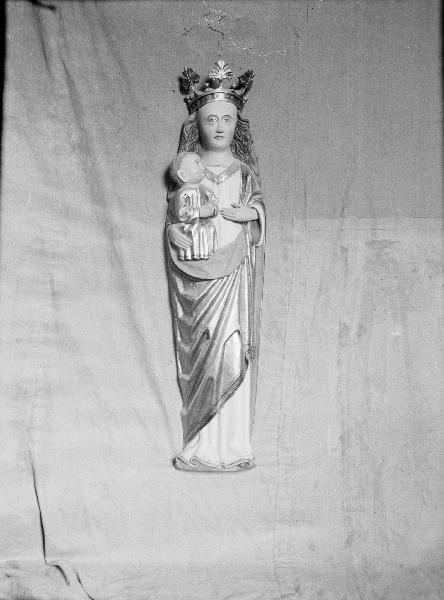
Madonnan från 1400-talet.